# Католицизм в Сирии
Католическая церковь Сирии — часть всемирной Католической церкви под духовным руководством Папы Римского.
По причине продолжающейся гражданской войны в стране и массовой эмиграции доподлинно установить число населения, исповедующее католицизм не представляется возможным. По данным от 2011 года, в стране насчитывалось около 368 тысяч католиков, что составляет примерно 2 % от всего населения страны. В Сирии действуют церковные структуры Римско-Католической, Армянской католической, Халдейской католической, Сирийской католической, Маронитской католической, Мелькитской католической церквей. Все они существуют отдельно друг от друга, хотя их деятельность пересекается друг с другом.

## Епархии и архиепархии
Армянская католическая церковь
- Архиепархия Алеппо;
- Епархия Эль-Камышлы
- Патриарший экзархат Дамаска.

Маронитская церковь
- Архиепархия Дамаска
- Архиепархия Алеппо
- Епархия Лаодикеи

Мелькитская католическая церковь
- Антиохийский патриархат
- Архиепархия Дамаска
- Архиепархия Алеппо
- Архиепархия Босры и Хаурана
- Архиепархия Лаодикеи
- Архиепархия Хомса

Римско-Католическая церковь
- Апостольский викариат Алеппо

Сирийская католическая церковь
- Архиепархия Алеппо
- Архиепархия Дамаска
- Архиепархия Хомса
- Архиепархия Хасебе-Ниссиби

Халдейская католическая церковь
- Епархия Алеппо

## Папы Римские из Сирии
Семь Пап имеют сирийское происхождение, хотя основная часть из них жила в Италии. Григорий III до 2013 года (после избрания Франциска I) был последним Папой Римским, родившимся не в Европе.
| Порядковый номер | Годы понтификата                | Портрет | Имя                                             | Личное имя | Место рождения                     | Примечания                                                               |  |
| ---------------- | ------------------------------- | ------- | ----------------------------------------------- | ---------- | ---------------------------------- | ------------------------------------------------------------------------ |  |
| 1                | 33 — 64/67                      |         | Апостол Пётр (PETRUS)                           | Симон Пётр | Вифсаида, Галилея, Римская империя | Основатель Церкви                                                        |  |
| 11               | 155—166                         |         | Аникет (ANICETUS)                               | Аникет     | Хомс, Сирия                        | Мученик. День памяти отмечается 17 апреля.                               |  |
| 82               | 23 июля 658 — 2 августа 686     |         | Иоанн V (Papa IOANNES Quintus)                  |            | Антиохия, Сирия                    |                                                                          |  |
| 84               | 15 декабря 687 — 8 сентября 701 |         | Сергий I (Papa Sergius)                         |            | Сицилия, Италия                    | Родился на Сицилии, но родители его происходили из Сирии                 |  |
| 87               | 15 января 704 — 4 февраля 704   |         | Сизинний (Papa SISINNIUS)                       |            | Сирия                              |                                                                          |  |
| 88               | 25 марта 708 — 9 апреля 715     |         | Константин (Papa COSTANTINUS sive CONSTANTINUS) |            | Сирия                              | Последний папа, посетивший Грецию до визита Иоанна Павла II в 2001 году. |  |
| 90               | 18 марта 731 — 28 ноября 741    |         | Григорий III (Papa GREGORIUS Tertius)           |            | Сирия                              | Третий папа, который носил то же самое имя, что и его предшественник.    |  |